# Cryptodacne
Cryptodacne é um género de coleópteros da família Erotylidae.